# Lagophthalmos

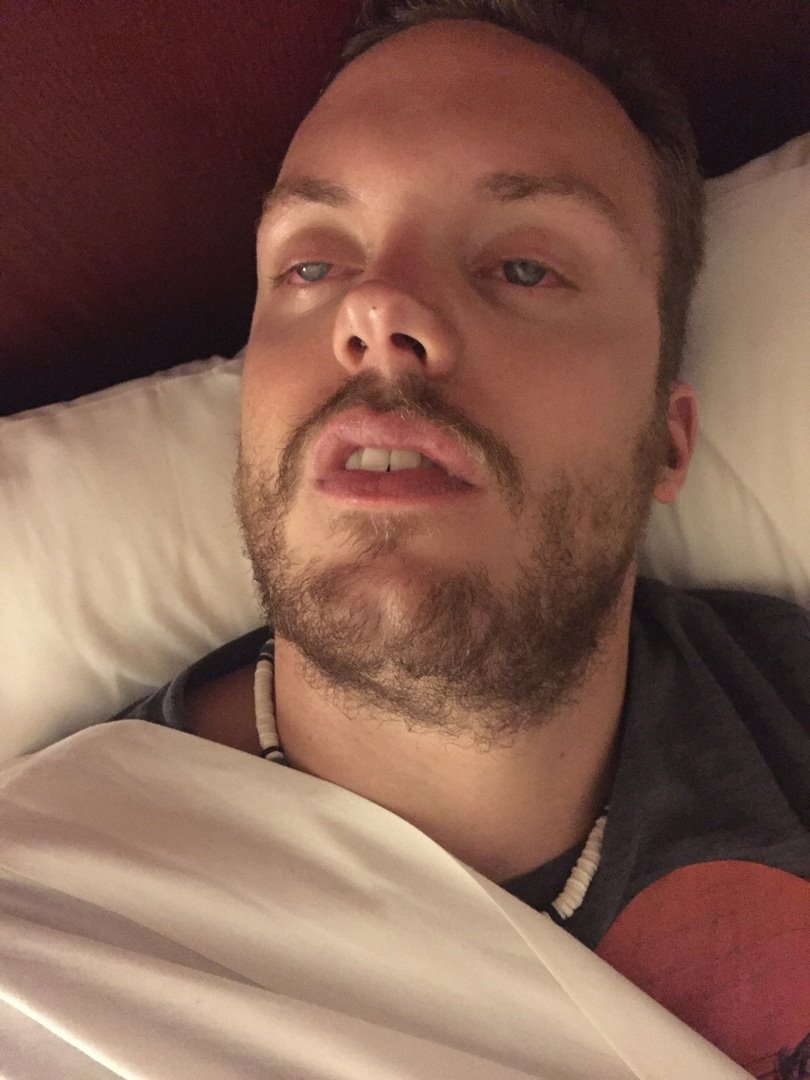

Lagophthalmos is een incomplete of defecte sluiting van de oogleden, waardoor de cornea blootgesteld wordt aan de buitenlucht, met verdamping van de traanfilm en schade aan de cornea tot gevolg. 
Symptomen zijn een branderig en droog gevoel met irritatie aan de cornea die vooral 's morgens te bemerken is.
De oorzaak van lagophthalmos is doorgaans een nervus facialis parese. De aandoening is een kenmerkend verschijnsel bij de aangezichtsverlamming van Bell. 
De behandeling bestaat uit het 's nachts afplakken van het oog, voorschrijven van kunsttranen of het gebruik van een bandagelens.